# 安藤元一
安藤 元一（あんどう もとかず、1950年 - 2020年）は、日本の哺乳類学者。東京農業大学教授を歴任。

## 人物
1950年大阪生まれ。1973年国際基督教大学教養学部卒。1973年から羽仁プロダクションで野生動物記録映画の製作に携わる。1985年九州大学大学院農学研究科博士課程修了。1985年滋賀県庁入庁。湖沼環境保全の職務を担当。1995年環境科学入社。2000年より東京農業大学助教授、2007年より東京農業大学農学部畜産学科野生動物学研究室准教授(産学プラザ 2007)。2009年より教授。2015-2017年ヤマザキ学園教授。2013年-2020年NPO法人野生生物保全論研究会会長。2020年3月に逝去。

## 著書
- 安藤元一 (2008), ニホンカワウソ : 絶滅に学ぶ保全生物学, Natural history, 東京大学出版会, ISBN 9784130601894

## 論文
- 国立情報学研究所収録論文 国立情報学研究所

- Shafique, C. M., Barkati, S., Oshida, T., & 安藤元一 (2006). Comparison of diets between two sympatric flying squirrel species in northern pakistan. Journal of Mammalogy, 87(4), 784-789.

- Shafique, C. M., Barkati, S., Oshida, T., & 安藤元一 (2009). Comparison of nest trees of two sympatric flying squirrel species in northern pakistan. Mammalian Biology, 74(3), 240-244.